# Campionato italiano maschile di hockey in-line
Il campionato italiano di hockey in-line è l'insieme dei tornei italiani di hockey in-line istituiti dalla Federazione Italiana Sport Rotellistici. Dal 1996 esiste in Italia un campionato di massima divisione maschile. I vincitori di tale torneo si fregiano del titolo di campioni d'Italia.

## Struttura campionati

### Serie A
La Serie A è il massimo livello del campionato italiano di hockey in-line ed è gestito dalla Federazione Italiana Sport Rotellistici. Il torneo viene disputato tra dieci squadre con la formula del girone unico all'italiana con gare di andata e ritorno.
 
Al termine della stagione regolare le prime cinque squadre partecipano al Master-round mentre le ultime cinque disputano il Playoff-round.

Dopo la seconda fase vengono disputati i play-off scudetto tra otto club (tutte le cinque squadre del Master-round e le prime tre del Playoff-round) la cui vincitrice è proclamata campione d'Italia.

La squadra ultima classificata al Playoff-round retrocede in serie B.

### Serie B
La Serie B è il torneo di secondo livello del campionato italiano di hockey in-line. Il torneo viene disputato tra dieci squadre con la formula del girone unico all'italiana con gare di andata e ritorno.

Al termine della stagione regolare, secondo il piazzamento finale in classifica, vengono disputati i play-off promozione la cui vincitrice è promossa in serie A.
Le ultime due classificate invece vengono retrocesse in serie C.

### Serie C
La Serie C è il torneo di terzo livello del campionato italiano di hockey in-line. È diviso in quattro/cinque gironi regionali. Le squadre che vincono le fasi finali sono promosse in serie B.

### Piramide dei tornei
| Livello | Livello | Serie                                                      | Serie                                                      | Serie                                                      | Serie                                                      | Serie                                                      | Serie                                                      | Serie                                                      | Serie                                                      | Serie                                                      | Serie                                                      | Serie                                                      | Serie                                                      | Serie                                                      | Serie                                                      | Serie                                                      | Serie                                                      | Serie                                                      | Serie                                                      |
| ------- | ------- | ---------------------------------------------------------- | ---------------------------------------------------------- | ---------------------------------------------------------- | ---------------------------------------------------------- | ---------------------------------------------------------- | ---------------------------------------------------------- | ---------------------------------------------------------- | ---------------------------------------------------------- | ---------------------------------------------------------- | ---------------------------------------------------------- | ---------------------------------------------------------- | ---------------------------------------------------------- | ---------------------------------------------------------- | ---------------------------------------------------------- | ---------------------------------------------------------- | ---------------------------------------------------------- | ---------------------------------------------------------- | ---------------------------------------------------------- |
| 1       | 1       | Federazione Italiana Sport Rotellistici Serie A 10 squadre | Federazione Italiana Sport Rotellistici Serie A 10 squadre | Federazione Italiana Sport Rotellistici Serie A 10 squadre | Federazione Italiana Sport Rotellistici Serie A 10 squadre | Federazione Italiana Sport Rotellistici Serie A 10 squadre | Federazione Italiana Sport Rotellistici Serie A 10 squadre | Federazione Italiana Sport Rotellistici Serie A 10 squadre | Federazione Italiana Sport Rotellistici Serie A 10 squadre | Federazione Italiana Sport Rotellistici Serie A 10 squadre | Federazione Italiana Sport Rotellistici Serie A 10 squadre | Federazione Italiana Sport Rotellistici Serie A 10 squadre | Federazione Italiana Sport Rotellistici Serie A 10 squadre | Federazione Italiana Sport Rotellistici Serie A 10 squadre | Federazione Italiana Sport Rotellistici Serie A 10 squadre | Federazione Italiana Sport Rotellistici Serie A 10 squadre | Federazione Italiana Sport Rotellistici Serie A 10 squadre | Federazione Italiana Sport Rotellistici Serie A 10 squadre | Federazione Italiana Sport Rotellistici Serie A 10 squadre |
| 2       | 2       | Federazione Italiana Sport Rotellistici Serie B 10 squadre | Federazione Italiana Sport Rotellistici Serie B 10 squadre | Federazione Italiana Sport Rotellistici Serie B 10 squadre | Federazione Italiana Sport Rotellistici Serie B 10 squadre | Federazione Italiana Sport Rotellistici Serie B 10 squadre | Federazione Italiana Sport Rotellistici Serie B 10 squadre | Federazione Italiana Sport Rotellistici Serie B 10 squadre | Federazione Italiana Sport Rotellistici Serie B 10 squadre | Federazione Italiana Sport Rotellistici Serie B 10 squadre | Federazione Italiana Sport Rotellistici Serie B 10 squadre | Federazione Italiana Sport Rotellistici Serie B 10 squadre | Federazione Italiana Sport Rotellistici Serie B 10 squadre | Federazione Italiana Sport Rotellistici Serie B 10 squadre | Federazione Italiana Sport Rotellistici Serie B 10 squadre | Federazione Italiana Sport Rotellistici Serie B 10 squadre | Federazione Italiana Sport Rotellistici Serie B 10 squadre | Federazione Italiana Sport Rotellistici Serie B 10 squadre | Federazione Italiana Sport Rotellistici Serie B 10 squadre |
| 3       | 3       | Federazione Italiana Sport Rotellistici Serie C 26 squadre | Federazione Italiana Sport Rotellistici Serie C 26 squadre | Federazione Italiana Sport Rotellistici Serie C 26 squadre | Federazione Italiana Sport Rotellistici Serie C 26 squadre | Federazione Italiana Sport Rotellistici Serie C 26 squadre | Federazione Italiana Sport Rotellistici Serie C 26 squadre | Federazione Italiana Sport Rotellistici Serie C 26 squadre | Federazione Italiana Sport Rotellistici Serie C 26 squadre | Federazione Italiana Sport Rotellistici Serie C 26 squadre | Federazione Italiana Sport Rotellistici Serie C 26 squadre | Federazione Italiana Sport Rotellistici Serie C 26 squadre | Federazione Italiana Sport Rotellistici Serie C 26 squadre | Federazione Italiana Sport Rotellistici Serie C 26 squadre | Federazione Italiana Sport Rotellistici Serie C 26 squadre | Federazione Italiana Sport Rotellistici Serie C 26 squadre | Federazione Italiana Sport Rotellistici Serie C 26 squadre | Federazione Italiana Sport Rotellistici Serie C 26 squadre | Federazione Italiana Sport Rotellistici Serie C 26 squadre |